# The Last Sodomy of Mary
The Last Sodomy of Mary – album kompilacyjny amerykańskiej grupy muzycznej Goatlord wydany 16 stycznia 2007 roku przez Nuclear War.

## Lista utworów
1. „Gargoyle King” – 4:05
2. „Strange Burial” – 3:08
3. „Gutaba” – 4:10
4. „Tribe of the Moon” – 3:22
5. „Slayed Necros” – Sacrifice” – 2:13
6. „Unholy Black Slut” – 4:28
7. „The Black Cloth” – 4:25
8. „Black Pools of Darkness (instrumentalny)” – 5:25
9. „Stygian Void” – 5:20